# Dominion (album Skillet)
Dominion è l'undicesimo album in studio della band statunitense Skillet, pubblicato il 14 gennaio 2022. La band ha dichiarato come l'album voglia essere un inno alla liberazione dalla paura.

## Registrazione
L'album è stato registrato durante le giornate libere del tour, oltre che in studio in Wisconsin e a Las Vegas.

## Tracce
1. Surviving the Game – 3:58
2. Standing in the Storm – 4:17
3. Dominion – 3:51
4. Valley of Death – 4:27
5. Beyond Incredible – 3:31
6. Destiny – 4:02
7. Refuge – 3:28
8. Shout Your Freedom – 3:26
9. Destroyer – 3:42
10. Forever or the End – 3:32
11. Ignite – 3:41
12. White Horse – 3:36